# Moliseslawen
Moliseslawen (moliseslawisch Zlav, veraltet auch Škavun), auch Molisekroaten (kroatisch moliški hrvati) genannt, sind eine ethnische Minderheit in der italienischen Region Molise, die ganz überwiegend in den Ortschaften Acquaviva Collecroce (Kruč), Montemitro (Mundimitar) und San Felice del Molise (Štifilić) siedelt. In Italien wird die Bevölkerung als minoranza croata („kroatische Minderheit“) bezeichnet. In ersteren beiden Ortschaften bildet sie die Bevölkerungsmehrheit. Es gibt etwa 1700 Sprecher des Moliseslawischen.
Im 18. und 19. Jahrhundert nahm man an, die Vorfahren der heutigen Moliseslawen seien im 13. Jahrhundert eingewandert. Aufgrund geschichts- und sprachwissenschaftlicher Argumente wird heute jedoch davon ausgegangen, dass die Migration um 1500 erfolgte. Das Auswanderungsgebiet der damaligen Migranten ist umstritten: Die Mehrzahl der Forscher nimmt Istrien als Quellregion an, es gibt jedoch auch Stimmen, die das dalmatinische Hinterland des Neretvagebiets in der Herzegowina als Ursprungsgebiet favorisieren.

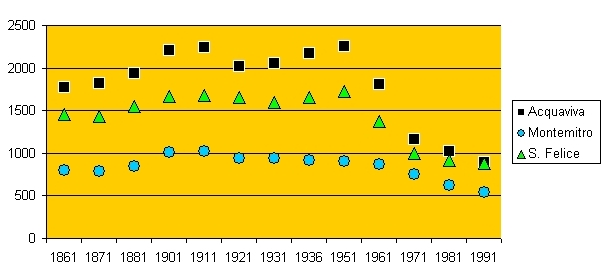
Bevölkerungsentwicklung in den von Moliseslawen bewohnten Dörfern gemäß ISTAT-Daten

Lange genossen die Moliseslawen in Italien keinen offiziellen Minderheitenstatus und verfügen, abgesehen vom World Wide Web, über keinerlei massenmediale Vehikel. Seit Mitte 1997 ist „Kroatisch“ (il croato) als Minderheitensprache in der Provinz Molise anerkannt.
Die Bevölkerung in den drei von Moliseslawen bewohnten Dörfern ist seit Jahrzehnten rückläufig; eine große Zahl von Moliseslawen ist insbesondere nach Argentinien und Westaustralien ausgewandert. Von kroatischer Seite wird eine Zugehörigkeit zum Kroatentum propagiert, die in Montemitro weitgehend akzeptiert wird, in Acquaviva jedoch nicht fruchtet. Obwohl noch 1913 ihre Sprachkonservativität hervorgehoben wurde, sind die Moliseslawen heute bilingual und sprechen auch Italienisch.
Im September 1884 untersuchte Risto Kovačić, Mitglied der Serbischen Gesellschaft der Gebildeten (Srpsko učeno društvo), Slawistikprofessor an der Universität Rom, die etwa 4000 Einwohner umfassende slawisch sprechende Gemeinde in Molise. Kovačić beschrieb, dass Moliseslawen damals die Eigenbezeichnung Slavi Serbi verwendeten und  einen älteren serbischen Dialekt sprachen. Außerdem praktizierten sie den für orthodoxe Serben typischen Brauch des Badnjak, bei dem zu Weihnachten ein Eichenzweig oder eine junge Eiche geschlagen und verbrannt wird. In Häusern wohlhabender Moliseserben befänden sich Porträts des Königs Milan Obrenović II. und seiner Ehefrau Natalie, Petar II. Petrović-Njegoš', Dositej Obradovićs, Vuk Karadžićs und Branko Radičevićs. Jedoch sprächen nur ältere Personen die serbische Sprache.